# Ceratophora stoddartii
Ceratophora stoddartii là một loài thằn lằn trong họ Agamidae. Loài này được Gray mô tả khoa học đầu tiên năm 1834.

## Hình ảnh

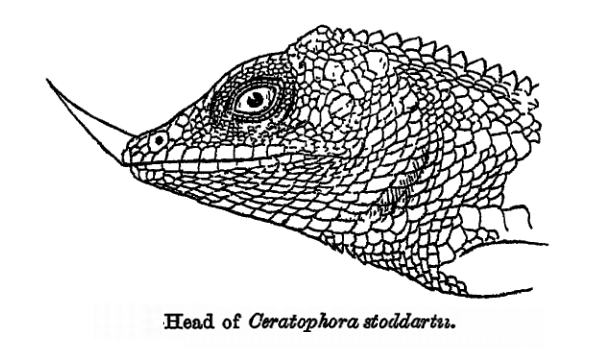
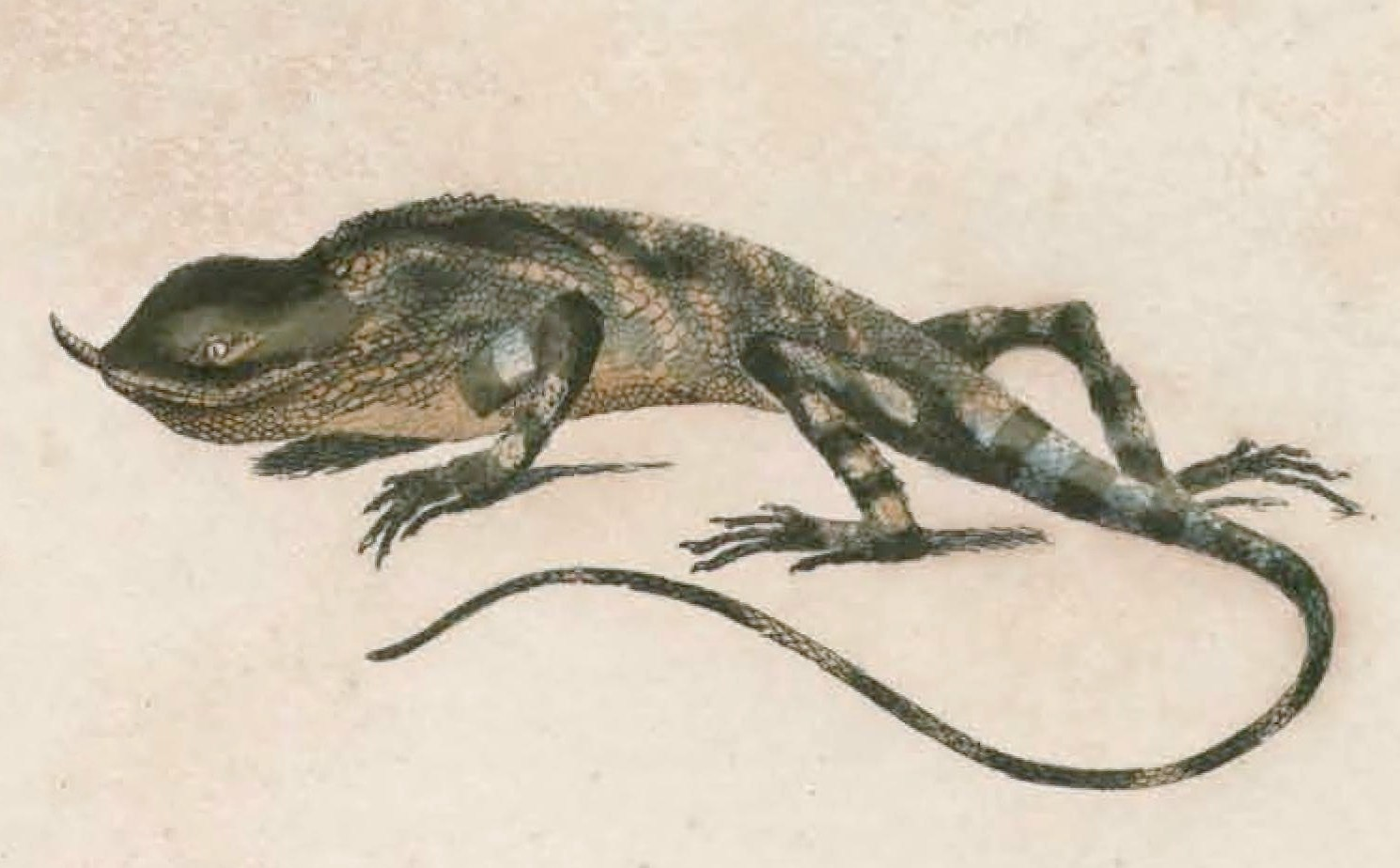
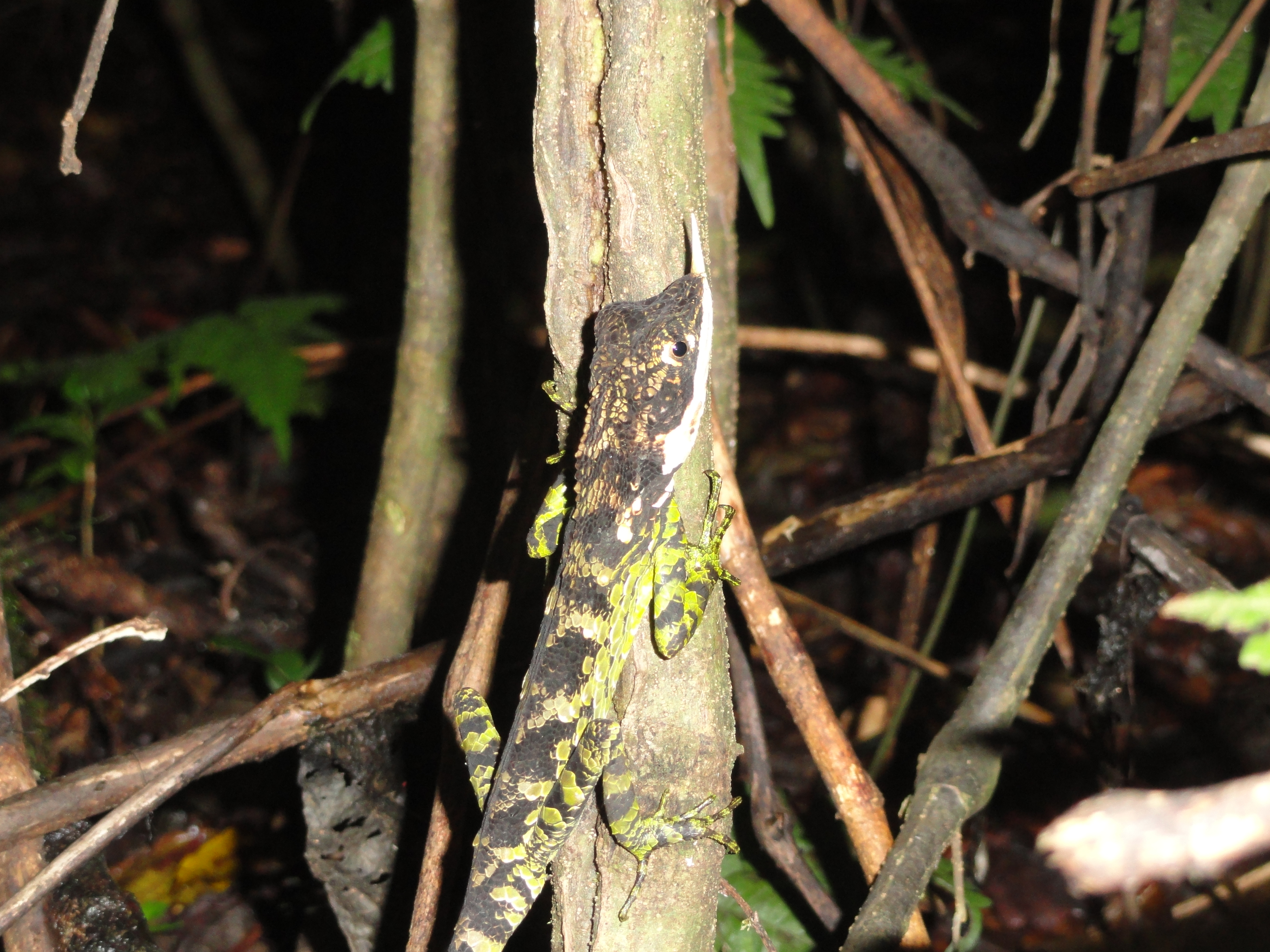
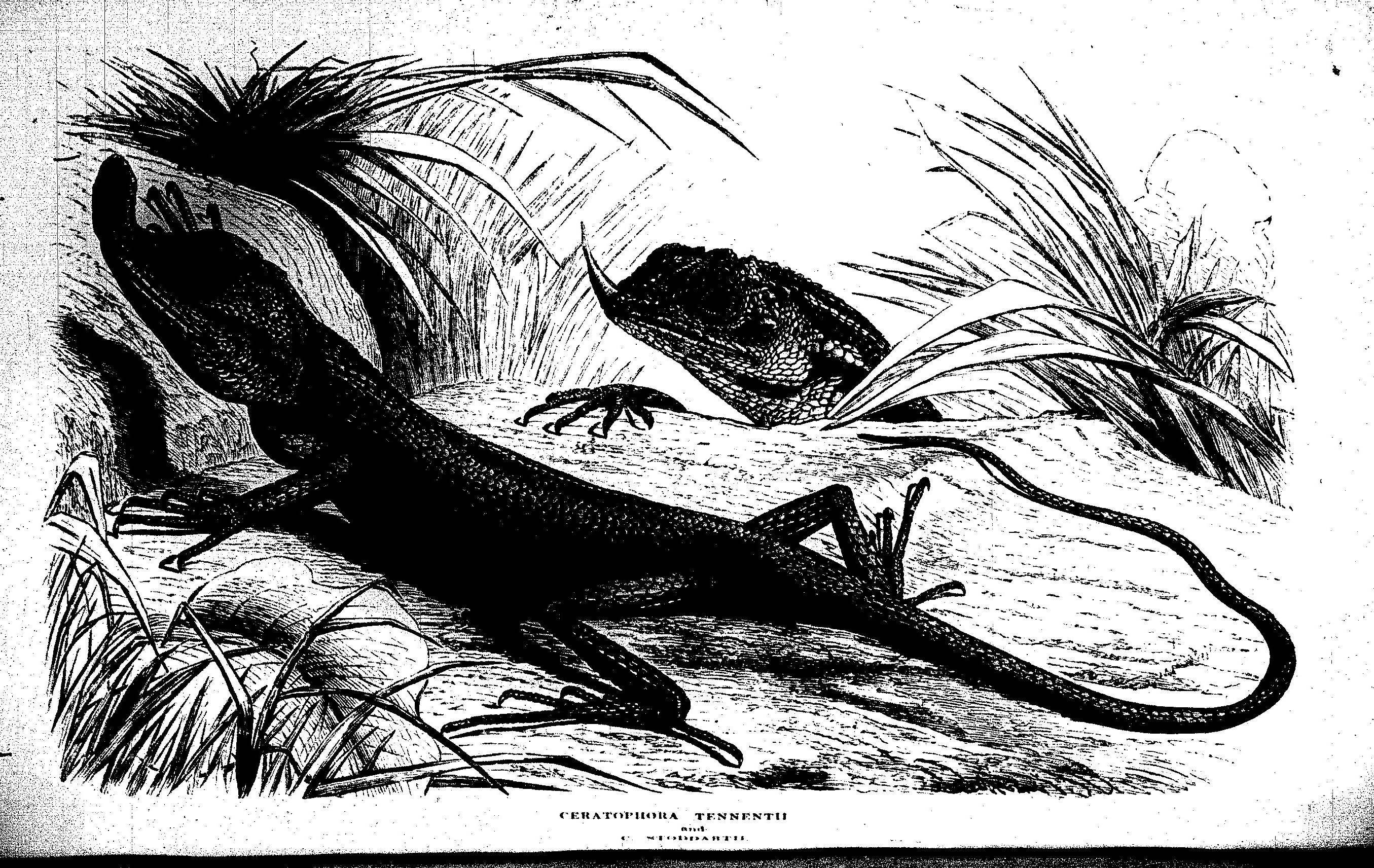